# آپکار آلکساندر آپکار
آپکار آلکساندر آپکار (ارمنی: Պարոն Աբգար Ալեքսանդր Աբգար؛ انگلیسی: Apcar Alexander Apcar؛ ۱۸۵۱ – ۱۷ آوریل ۱۹۱۳) بازرگان ارمنی‌تبار اهل هند بود.

## زندگی‌نامه
وی در ۱۸۵۱ در کلکته به دنیا آمد و از فارغ‌التحصیل گشت. وی همچنین برنده جوایزی همچون شوالیه فرمانده نشان ستاره هندوستان شد. وی در ۱۷ آوریل ۱۹۱۳ در سن ۶۲ سالگی در بنگلور درگذشت.